# Chrysaora scoresbyanna
Chrysaora scoresbyanna is een schijfkwal uit de familie Pelagiidae. De kwal komt uit het geslacht Chrysaora. Chrysaora scoresbyanna werd in 2008 voor het eerst wetenschappelijk beschreven door Gershwin & Zeidler. 